# Kecskeméthi Balázs
Kecskeméthi Balázs (Szoboszló, 1625 és 1630 között – (Szoboszló, 1660. április 29.) a mai Hajdúszoboszló (akkor Szoboszló) hajdúhőse.
Kecskeméthi Balázs volt a szoboszlói hajdók hadnagya, azaz parancsnoka 1660-ban, amikor Szejdi Ahmed budai török pasa büntetőhadjáratot indított II. Rákóczi György erdélyi fejedelem ellen. A fejedelem halálával és Nagyvárad elestével végződő, Szejdi-dúlás néven elhíresült hadjárat óriási pusztítást okozott a Tiszántúlon.
A török közeledtével, bár a szoboszlói és környékbeli hajdúk nem kapták meg a Váradról ígért segítséget, Kecskeméthi az óriási túlerő ellenére úgy döntött, hogy megszervezi az ellenállást.
A szoboszlóiak jórésze elmenekült, Kecskeméthi azonban mintegy 300 hajdúval Kis-Szoboszló (ma már nem létező) erődített templomában rendezkedett be. Az ellenállás eleve reménytelen volt: Szejdi serege mintegy hatvanezer embert számlált. Nem tudni pontosan, ennek mekkora része támadta meg a fővezér Szejdi vezetésével Szoboszlót.
Szejdi pasa a már szintén nem létező Török-dombon sátorozott le és innen irányította az ostromot. A hajdúk visszaverték a janicsárok első támadását, a következő roham azonban valamennyiükkel végzett. Szejdi kegyetlen bosszút állt: felégette a várost, ottmaradt lakóit elhurcoltatta, a megölt hajdúk fejét pedig szekérre hányva vitte magával.
Szoboszló újjáépült a pusztításból, nem úgy, mint azok a falvak, amelyeket Szejdi martalócai örökre eltüntettek a föld színéről. A hősi halált halt hadnagy háza a Nagy utcában (Kossuth utca) volt. Fia, Mihály, és felesége Kecskeméthi Balázsné 1670. május 12-én osztoztak meg hagyatékán.

## Emlékezete
A hajdúszoboszlóiak legnagyobb hősüknek tartják Kecskeméthit és ápolják emlékét. A harc színhelyén, a mai Közgazdasági Szakközépiskola előkertjében, emlékhelyet létesítettek. Az ősi templom köveire táblát helyezte Kecskeméthi és hős vitézei emlékére.